# Wiktor Swjahinzew
Wiktor Oleksandrowytsch Swjahinzew (ukrainisch Віктор Олександрович Звягінцев; * 22. Oktober 1950 in Donezk; † 21. April 2022 ebenda) war ein sowjetischer Fußballspieler und -schiedsrichter.

## Karriere
Wiktor Swjahinzew begann mit dem Fußballspielen bei Schachtar Donezk. Dort wurde er 1975 und 1979 zweimal sowjetischer Vizemeister und gewann mit dem Klub 1980 den sowjetischen Pokal.
Während seiner Karriere war Swjahinzew auch für den FC ZSKA Kiew, PFK ZSKA Moskau, Dynamo Kiew sowie Tawrija Simferopol aktiv.
Für die sowjetische Nationalmannschaft bestritt der Abwehrspieler 13 Länderspiele und gewann mit dieser bei den Olympischen Spielen 1976 in Montreal die Bronzemedaille.
Nach seiner Spielerkarriere war Wiktor Swjahinzew als Schiedsrichter im Einsatz und leitete 279 Spiele.
Sein Schwiegersohn war der russische Fußballspieler Wiktor Onopko.